# Іоанн III (архімандрит Печерський)
Іоанн III (д/н — бл. 1477) — церковний діяч часів Великого князівства Литовського.

## Життєпис
Походження невідоме. Близько 1467 року стає архімандритом Києво-Печерського монастиря. Перша письмова згадка відноситься до 1470 року, коли було завершено відбудову монастиря та Успенського собору (на кошти князя Семена Олельковича, що свідчить про сталість стосунків настоятелів з Ольгердовичами).
1471 року разом з ченцями та киянами архімандрит підтримав прагнення слуцького князя Михайла Олельковича зайняти трон Київського князівства. 1473 року внаслідок нападу кримських татар на Київ постраждали маєтності монастиря.
Підтримував на значному рівні статус монастиря як культурно-освітнього центру. 1474 року було завершено роботу над переписанням «Златоструя». Продовжувала працювави лаврська малярня, де створювалися ікони.
1474 року архімандрита Іоанна III було призначено митрополичим намісником в Київській єпархії. 1476 року підписав Послання Мисаїла до папи Сикста IV. Помер архімандрит близько 1477 року. Новим настоятелем став Іоасаф I.